# Єнчець
Є́нчець (болг. Енчец) — село в Кирджалійській області Болгарії. Входить до складу общини Кирджалі.

## Населення
За даними перепису населення 2011 року у селі проживала 341 особа.
Національний склад населення села:
| Національність   | Кількість осіб | Відсоток |
| ---------------- | -------------- | -------- |
| турки            | 326            | 97,9%    |
| болгари          | 4              | 1,2%     |
| Всього відповіли | 333            |          |

Розподіл населення за віком у 2011 році:
Динаміка населення: